# تاکاماگاهارا
تاکاماگاهارا (به ژاپنی: 高天原, Takamagahara)، به معنی «بهشت بالا» محل زندگی خدایان آسمانی کامیها در دین ملی ژاپن شینتو است. اعتقاد بر این است که این مکان اغلب در آسمان واقع شده‌است و از طریق پل آما-نو-اوکی‌هاشی («پل شناور بهشت») به زمین متصل می‌شود.

## بررسی اجمالی
در شینتو، «آمه» (بهشت) یک دنیای مقدس است، خانه کوتوماتسوکامی (کامی‌های بهشتی). برخی از محققان تلاش کرده‌اند تا اسطوره نزول خدایان از تاکاماگاها را به عنوان تمثیلی از مهاجرت مردم توضیح دهید. با این حال، احتمالاً از ابتدا به جهانی بالاتر به معنای مذهبی معرفی شده‌است. یک افسانه شینتو توضیح می‌دهد که در زمان خلقت (اسطوره آفرینش)، عناصر سبک و پاک منشعب می‌شوند تا به بهشت تبدیل شوند (آمه). عناصر سنگین و کدر منشعب شده و به زمین تبدیل می‌شوند (تسوچی). آمه به خانه آماتسوکامی یا خدایان بهشتی تبدیل شد، در حالی که تسوچی به خانه کونیتسوکامی یا خدایان سرزمین تبدیل شد. گفته می‌شود که آماتسوکامی برای آرامش و کمال این جهان از بهشت نازل شده‌است.

## بنا بر کوجیکی
در ابتدای کوجیکی (سوابق موضوعات باستان)، تاکاماگاهارا به عنوان زادگاه خدایان ذکر شده‌است. فرض بر این است که تاکاماگاهارا در ابرهای بالای دریا وجود داشته‌است زیرا صحنه ای وجود دارد که کونیئومی (国 生 み)، خدای جزایر، نیزه خود را پایین آورده و یک جزیره را تشکیل می‌دهد. همچنین، وقتی خدای خورشید، آماتراسو (天 照 大 御 神) متولد شد، توسط ایزاناگی (伊 弉 諾)، خدای خالق، به او دستور داد تا بر تاکاماگاهارا حکمرانی کند. در قسمت مربوط به سوسانو (خدا) (ス サ ノ ヲ، پسر آماتراسو)، تاکاماگاهارا به عنوان محلی برای زندگی بسیاری از خدایان با آما-تو-یاسوکاوا (天 の 安 河)، آما-نو-ایواتو توصیف شده‌است ((天 岩 戸)، شالیزارها و محلی برای بافندگی، این تصور را ایجاد می‌کند که زندگی در آنجا نزدیک به دنیای انسانی است. گفته شده‌است که آشیهارا نو ناکاتسوکونی (葦 原 の 中 つ 国، جهان بین بهشت و جهنم) توسط خدایان از تاکاماگاهارا، و نوه آماتراسو، نینیگی-نو-میکوتو (瓊瓊 杵 尊)، از تاکاماگاهارا برای حکمرانی بر منطقه فرود آمد. از آن به بعد، امپراتور، از نوادگان نینیگی-نو-میکوتو مالک آشیهارا نو ناکاتسوکونی (ژاپن) شد.